# Вультрогота
Вультрогота (Ультрогота, Ольхогода; лат. Vulthrogotha, Ultrogota, Olhogoda; умерла вскоре после 567, Париж) — супруга франкского короля Хильдеберта I.

## Биография
О Вультроготе сообщают два современных ей автора — историк Григорий Турский и поэт Венанций Фортунат.
На основании ономастических данных предполагается, что Вультрогота, скорее всего, была вестготкой. Неизвестно когда и при каких обстоятельствах она стала супругой «короля Парижа» Хильдеберта I. Однако брак должен был быть заключён не позднее 541 года, так как этим годом датируется упоминание «королевы Вультроготы» в сочинении «Мученичество Викентия Августопольского». В брачном союзе Хильдеберта и Вультроготы родились две дочери. Ни Григорий Турский, ни Венанций Фортунат не называют их имён. Однако в одном, вероятно, малодостоверном документе от 20 августа 566 года, находящемся в рукописи XI века, дочери Вультроготы и Хильдеберта I упоминаются как Хротберга и Хротесинда.
Средневековые авторы описывали Вультроготу как истово верующую и милосердную христианку. Известен исторический источник, сообщающий о том, что король Хильдеберт I и Вультрогота направляли к папе римскому Вигилию послов с просьбой предоставить привилегии для церкви Святого Петра в Арле. В актах состоявшегося в Орлеане 28 октября 549 года церковного собора упоминается об основании Хильдебертом I и Вультроготой по примеру византийцев ксенодохия в Лионе. Также известно об основании Вультроготой и Хильдебертом I в Париже, на территории аббатства Святого Германа, церкви Святого Викентия. Это событие датируется второй половиной 550-х годов, так как новый храм был освящён парижским епископом Германом, взошедшим на кафедру в 555 году. То, что этот святой был особо почитаем в Испании, считается дополнительным доказательством вестготского происхождения королевы Вультроготы.
Григорий Турский в своей «Истории франков» писал о том, что после смерти Хильдеберта I 23 декабря 558 года владения и казна того были захвачены королём Хлотарем I. Жена же умершего монарха, лишённая всех своих личных средств (в том числе, и полученных ею в качестве «утреннего дара»), вместе с дочерьми была отправлена новым правителем Парижа в изгнание. Этот же автор упоминает, что по крайней мере один из приближённых Вультроготы после её ссылки избрал духовную карьеру: в 580 году Урсицин, бывший референдарий королевы, был избран преемником епископа Маврилия на кафедре Каора.
После смерти короля Хлотаря I в 561 году его сын Хариберт I возвратил Вультрогту и её дочерей из ссылки, осыпал их дарами и позволил снова жить в Париже. Здесь же Вультрогота и скончалась вскоре после 567 года. Она была похоронена рядом с мужем в церкви Святого Викентия в парижском аббатстве Святого Германа. Там же были впоследствии погребены и её дочери.